# Роу (Арканзас)
Роу (енгл. Roe) град је у америчкој савезној држави Арканзас.

## Демографија
По попису из 2010. године број становника је 114, што је 10 (-8,1%) становника мање него 2000. године.
| Група             | 2000.       | 2010.      |
| Белци             | 114 (91,9%) | 97 (85,1%) |
| Афроамериканци    | 9 (7,3%)    | 10 (8,8%)  |
| Азијати           | 0 (0,0%)    | 0 (0,0%)   |
| Хиспаноамериканци | 0 (0,0%)    | 3 (2,6%)   |
| Укупно            | 124         | 114        |